# 鉄系超伝導物質
鉄系超伝導物質（てつけいちょうでんどうぶっしつ）は、鉄を含み超伝導現象を示す化合物。銅酸化物以外では、二ホウ化マグネシウムなどを抑え、2016年現在最も超伝導転移温度（Tc）の高い高温超伝導物質である。研究が活発化した2008年の1年間でTcが2倍以上に急上昇したことから、さらなる研究の発展が期待されている。

## 意義
超伝導の発現にはクーパー対の形成が必要不可欠だが、強磁性や反磁性というのは、長距離スピン秩序が存在することにより実現する。従って、両者は互いに競合すると一般に信じられていた。鉄は大きな磁気モーメントを持つ代表的な磁性体であることから、超伝導状態を示す上で悪影響を及ぼすと考えられてきた。実際、鉄自体はそれ単体では超伝導を示さない。

　しかし、予想に反して鉄系超伝導体が発見され、しかも高い転移温度(Tc=26K)のLnFeAsO1-XFXが見つかったことを契機に、鉄系超伝導体に関する研究が活発になった。

## 組成

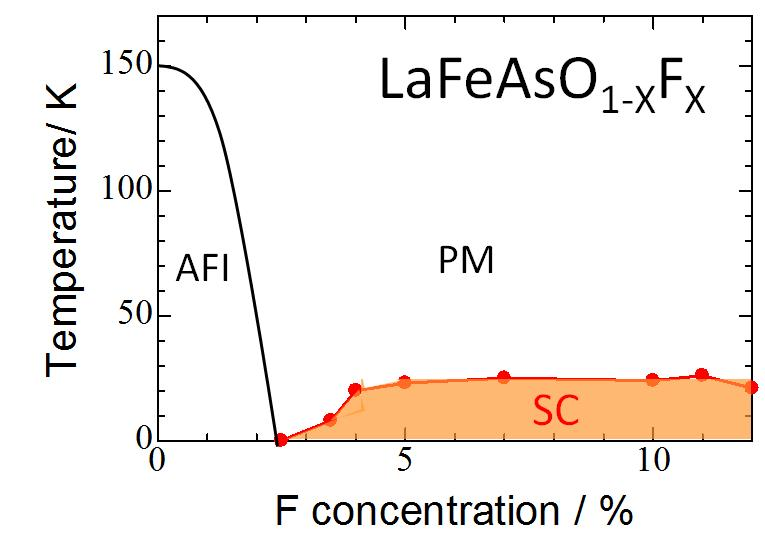
超伝導転移温度（Tc）のフッ素濃度依存性
（SC：超伝導相、PM：常磁性金属相、AF：反強磁性金属相）

基本となる組成は、LnFeAsO1-XFX（Lnは希土類）およびAFe2As2（Aはアルカリ金属やアルカリ土類金属）、AFeAsなどである。
LnFeAsO1-XFXについては、x=0（酸素の比率が化学量論通り）だと超伝導転移は見られず、O2-（酸素イオン）を数％程度F-（フッ素イオン）で置換して電子をドープすることにより、超伝導体に変化する。また、F-を添加せずに高圧合成によって酸素欠損を生じさせ、LnFeAsO1-Xという組成にしても超伝導転移が観察されている。なお、As（ヒ素）をP（リン）で置き換えたLnFePO、およびさらにFe（鉄）をNi（ニッケル）にしたLnNiPOでは酸素欠損が全くなくても超伝導体となる。

### 組成の表記法
多元系であることからこの系の物質の表記法については混乱が生じており、例えば東大グループは化学式(Fe2As2)(Sr4Sc2O6)及び略記Sc-22426を、中国のWenらのグループは化学式(Sr3Sc2O5)(Fe2As2)及び略記32522-FeAsを用いているほか、中国のChenらの論文ではSr2ScFeAsO3、ドイツのTegelらの論文ではBa2ScO3FeAsと表記されているように、類似の物質に関して複数の表記法が用いられているので、関連論文を検索される場合は注意されたい。

## 構造

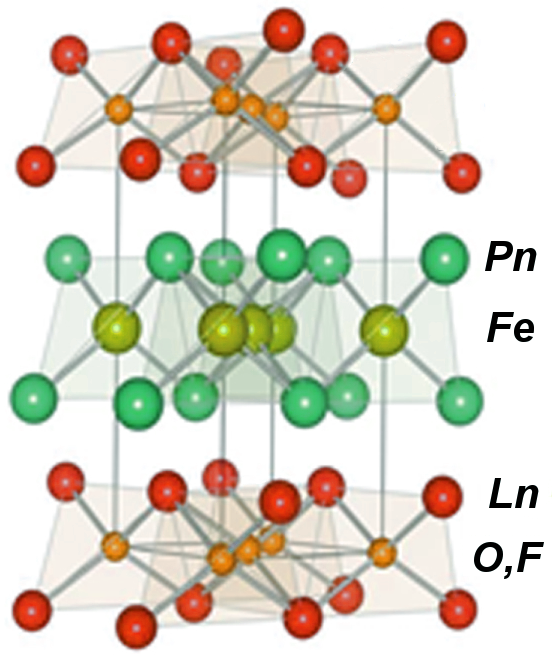
LaFeAsOの結晶構造

結晶構造としてはFe（鉄）イオンが正方格子を形成しており、Feの3d軌道がフェルミ面を構成する。Fe同士は金属結合になっていると考えられ、ヒ素などのプニクトゲン元素がFeと強い共有結合を作り、構造を安定化させている。このため、電子のドープを行なうと反強磁性スピン配列が消え、超伝導転移温度が高くなるという解釈もできる。
LnFeAsO1-XFXの母物質の一つであるLaFeAsOの測定では、160K（約マイナス110℃）付近で正方晶から斜方晶への転移が起きることがわかっている。この付近の温度では比熱のピークも見られ、La（ランタン）のスピン格子緩和時間が発散してスピン配列が生じている。Feのスピン配列はFeAs平面内でa軸とb軸の長さが等しいが、160K以下では両者の長さに差が生じ、反強磁性的な整列状態になる。これらの結果より、140Kがネール温度に相当すると見られる。

## 銅系酸化物超伝導体との比較
イットリウム系超伝導体などの銅系酸化物超伝導体においては、超伝導を担うCuO2面を多層化すると転移温度が上昇することが知られており、鉄系超伝導物質ではAFe2As2などが多層構造を有する。この構造では、AにBa（バリウム）を用い、その一部をK（カリウム）で置換することで高い超伝導転移温度が得られている。一方で、銅系ではCuO2面の元素を置換すると超伝導特性が急激に悪化するが、鉄系ではFe（鉄）を10％近くCo（コバルト）などで置換してもそれほど大きな変化は見られない。
銅系酸化物は母物質がモット絶縁体であり、キャリアをドープすることで生じる異常金属相が超伝導性を示すが、鉄系超伝導体は母物質がもともと金属であり、化学修飾の果たす役割は明らかになっていない。また、銅系ではフェルミ面がCu（銅）の一つの3d軌道とO（酸素）の2p軌道からなるが、鉄系では酸素などアニオンの寄与はほとんどなく、五つの3d軌道から構成される。このため、鉄系ではフェルミ面に複数のポケットが存在し、複雑な構造を有する。

## 歴史

### 研究の推移
従来、磁性元素における電子スピン間の強い相互作用はクーパー対の形成を阻害すると考えられてきた。このため、典型的な磁性元素である鉄を含む物質は超伝導の研究において非主流の存在であった。
一方、東京工業大学の細野秀雄らは磁性半導体を探索する研究の一環として、LaTMPnO（TMは+2価の遷移金属イオン、PnはP（リン）またはAs（ヒ素））で表される組成の物質を系統的に合成し、低温における電気抵抗をルーチンワークで測定していた。遷移金属にはMn（マンガン）、Co（コバルト）、Ni（ニッケル）、Zn（亜鉛）、Feなどが用いられた。これらの物質の中で、LaFePOやLaNiPO、LaNiAsOが超伝導性を示すことが2006年から2007年にかけて発見されたが、超伝導転移温度（Tc）が6K（約マイナス267℃）と低いことから、それほど大きな注目は集めていなかった。
さらに高温で超伝導性を発現させるために正孔や電子のドープが行なわれた結果、F-（フッ素イオン）を4％以上ドープするとLaFeAsO1-XFXが超伝導体となり、10％のドープでTcが26Kに達することがわかった。また、高圧を印加することでTcは43Kになることを日本大学の高橋博樹らが発見し、これは二ホウ化マグネシウムなどの値を超えて銅酸化物以外では最高温度の新記録となった。さらに、サマリウムなどイオン半径の小さい希土類イオンでLaを置換する事により、4月には中国科学院などのグループがTcを55Kまで引き上げている。
- 2010年
  - 4月23日、理化学研究所が、鉄系高温超伝導体の超伝導発現機構解明のために決定的な手掛かりとなる、クーパー対の構造決定に実験的に初めて成功[9]。
  - 10月22日、東北大学と科学技術振興機構の共同グループが、鉄系超伝導体の電子対の構造が物質によって共通であることを発見したと発表し、米国物理学会誌「Physical Reveiw Letters」に掲載された[10]。

- 2011年
  - 7月13日、東北大学と科学技術振興機構の共同グループが、鉄系高温超伝導体の超伝導阻害因子を発見したと発表[11]。

- 2012年
  - 9月14日、東京大学物性研究所、科学技術振興機構の共同グループが、「鉄系超伝導体において競合しあう2種類の超伝導の“のり”」を発見したと発表し、米国科学雑誌サイエンスに論文を掲載[12]。

- 2013年
  - 11月14日、名古屋大学と岡山大学のグループが、最高Tc=45Kながら従来の1111系がレアアースを25%含んでいたのに対し、レアアース含有量を2～2.5%に程度に低減させ、低コスト化につながる112系の開発に成功したと発表した[13]。

- 2014年
  - 3月16日、東工大の細野秀雄教授、松石聡准教授らのグループが、「鉄系超伝導物質で、構造変化を伴う第二の磁気秩序相を発見」を英国科学誌「Nature Physics」のオンライン版に公開[14]。
  - 8月27日、東京工業大学フロンティア研究機構の細野秀雄、郭建剛、雷和暢らのグループが、液体アンモニアを溶媒とする低温合成法（アンモノサーマル法）により、鉄系超伝導体の一つである鉄セレン化合物にナトリウムとアンモニアを層間挿入してTc37K～45Kの新しい鉄系超伝導体を3種を発見し、その組成、構造を決定したと発表[15]。
  - 12月22日、東京大学大学院工学系研究科物理工学専攻の三澤貴宏、今田正俊らのグループが、スパコン「京」を用い、計算機の中で鉄系高温超伝導体の超伝導を再現することに成功し、さらに超伝導が起きる仕組みも明らかにしたと「Nature Communications」に発表[16]。

- 2015年
  - 2月3日、東京大学が、鉄系超電導体の一種である鉄カルコゲン化物が超伝導状態へと変化する温度(臨界温度)を、従来の15K(-258℃)と比較して1.5倍の23K(-250℃)に上昇させることに成功したと発表[17]。
  - 7月3日、物質・材料研究機構が、鉄系超伝導体に添加した3%の亜鉛元素が超伝導対を破壊することを確認[18]。この成果は、鉄系超伝導体のメカニズムの解明につながることが期待される[18]。2015年7月3日、Nature Communicationsに掲載された[18]。
  - 9月30日、東京農工大学と 科学技術振興機構が、鉄系高温超伝導の磁石化に成功[19]。本研究成果は、2015年9月30日（英国時間）に英国物理学会発行の科学誌「Superconductor Science and Technology」のオンライン版に掲載された[19]。

- 2016年
  - 1月29日、理化学研究所、大阪大学、高輝度光科学研究センターの共同研究チームが、超伝導を示さない鉄系超伝導体母物質のフォノン（物質の結晶格子の振動）の精密測定に成功と発表[20]。1月25日付けのアメリカの科学雑誌「フィジカル・レビュー」に掲載された[20]。共同研究グループは磁気秩序状態にした鉄系超伝導体母物質「SrFe2As2」のフォノンの異方的な振る舞いの観測を試み、その結果、磁気秩序状態でのフォノンエネルギーの分裂の観測に成功し、エネルギー分裂の大きさは理論計算よりも小さく、磁気揺らぎの効果として説明できることを発見した[20]。本成果は、鉄系超伝導体母物質のフォノン測定により磁性情報に対する知見を得た初めての例であると同時に、超伝導の発現に不可欠な要素であるフォノンと磁性がお互いにどのように関係しているのかという重要な問題提起している[20]。
  - 4月7日、東京工業大学のグループが鉄系超伝導体のひとつである鉄セレン化物「FeSe」のごく薄い膜を作製し、35Kで超伝導転移させることに成功したと発表[21]。3月28日付けの米科学誌「米国科学アカデミー紀要(Proceedings of the National Academy of Sciences of the United States of America)」のオンライン速報版に掲載された[21]。
  - 7月12日、東京大学と京都大学の共同グループが鉄系超電導体の一種において、ある組成を境に電子状態が大きく変わる臨界点（特異点）が存在することを明らかにした[22]。電子がある一方向にそろおうとする液晶のような性質を示しており、超電導が現れる機構を解明する上で重要な手がかりになる[22]。成果は米科学アカデミー紀要（PNAS）に掲載された[22]。

- 2017年
  - 5月29日、東京工業大学の研究グループが、ヒ酸水素化鉄サマリウムに過剰に電子を注入すると、磁気モーメントを持つ「反強磁性相」が現れることを発見したと発表した[23]。同研究結果は米科学アカデミー紀要電子版に掲載された[23]。

- 2018年
  - 1月10日、東北大学のグループが、鉄系超伝導体の1種の鉄セレン(FeSe)で質量ゼロのディラック電子が存在することを明らかにしたと発表した[24]。米国物理学会誌「Physical Review B」(オンライン速報版)に掲載され、Editor's Suggestion(注目論文)に選ばれた[24]。

- 2020年
  - 3月10日、東京大学、産業技術総合研究所、ドイツカールスルーエ工科大学、アメリカミネソタ大学の共同研究グループが鉄系超電導で電子の集団がどの方向にも揃う新しいタイプの量子液晶状態が実現できることを発見したと発表[25]。同研究は、2020年3月9日週の米国科学誌「Proceedings of the National Academy of Sciences of the United States of America(PNAS)」に掲載された[25]。

- 2023年
  - 5月18日、東京大学のグループが鉄系超伝導体の一種である「FeSe1-xSx」で第4の超伝導状態「フェルミ面を持つ超伝導」の発見したと発表[26]。本発見まで、超伝導が起こると、金属電子の特徴である「フェルミ面」は不安定になり、従来型の超伝導では完全に消失し（第1の超伝導）、高温超伝導のような非従来型超伝導では、点（第2の超伝導）や線のみが残る（第3の超伝導）ことが知られていた[26]。東京大学グループは「FeSe1-xSx」で「フェルミ面を持つ超伝導」を発見し、本研究は、「金属のような特徴を有する超伝導体」というまったく新しい超伝導状態を初めて直接的に明らかにしたものとなる[26][27]。本研究成果は2023年5月15日付けで、米国科学アカデミー紀要(Proceeding of the National Academy of Sciences USA (PNAS))にオンライン掲載された[26]。

- 2024年
  - 6月5日、東京農工大、九州大、ロンドン大学キングス・カレッジのグループが従来の世界記録の2倍以上強力な磁力（2テスラ以上）を持つ小型の鉄系高温超伝導永久磁石の開発に成功したと発表[28]。
  - 7月18日、成蹊大学、東工大学、JSTのグループが鉄系超伝導材料SmFeAsO1-xHx薄膜を創製し、25テスラの高磁場下、液体ヘリウム沸点温度（-269度）下で鉄系超伝導材料における世界最高の臨界電流密度（電気抵抗ゼロで流せる電流密度）を達成したと発表[29]。この特性は、すべての超伝導材料の中で最も臨界電流密度が高い銅酸化物高温超伝導材料YBa2Cu3Oy薄膜に匹敵する特性となる[29]。

### 社会への影響
Tcの記録更新を受けて2008年2月に細野と高橋らによってNature誌へ論文が投稿・受理され、2月18日には特許出願とプレス発表が行なわれた。翌日には全国紙などで報道がなされている。同年6月には早くもNature誌で「鉄時代の可能性」という記事が書かれている。
2008年の夏には応用物理学会の講演会で臨時セッションが組まれ、低温物理国際会議（LT-25）でも基調講演とナイトセッションが追加されている。また、2009年2月までの1年間で500報近くの論文が発表され、論文誌の特集号も3冊以上刊行された。
2008年に「鉄系超電導体の発見」を報告した最初の論文は、年間の引用件数が世界一になったが、引用はなお続いており、2014年5月時点で5000回以上引用がされている。

## 酒で煮る超伝導物質
テルル化鉄に硫黄をドープしたFeTe1-xSxは、通常は超伝導性を示さないが、空気中に長期間晒すなどすると超伝導性を示す。この化合物を超伝導物質にするには、酒類で煮るのが最も有効である。実験ではテルル化鉄を赤ワイン、白ワイン、ビール、日本酒、焼酎、ウイスキーに浸し、それぞれ70℃に加熱すると、翌日には超伝導物質(Tc~8K)になっている事がわかった。特に赤ワインが有効である。なぜこうなるのかは2010年の実験段階ではわかっていなかったが、2012年になり、超伝導誘発作用を持っているのは酒に含まれるクエン酸、リンゴ酸、β-アラニンなどの有機酸（いずれもキレート作用を持ち、金属イオンを挟み込むような形で結合することができる）であり、これらが余分な鉄を鉄イオンとして酒の中に溶かし出すことによって超伝導物質になることがわかった。

## 記録
| 酸素を含む           | Tc (K)             |
| -------------------- | ------------------ |
| LaO0.89F0.11FeAs     | 26                 |
| LaO0.9F0.2FeAs       | 28.5               |
| CeFeAsO0.84F0.16     | 41                 |
| SmFeAsO0.9F0.1       | 43                 |
| La0.5Y0.5FeAsO0.6    | 43.1               |
| NdFeAsO0.89F0.11     | 52                 |
| PrFeAsO0.89F0.11     | 52                 |
| ErFeAsO1–y           | 45                 |
| Al-32522 (CaAlOFeAs) | 30(As), 16.6 (P)   |
| Al-42622 (CaAlOFeAs) | 28.3(As), 17.2 (P) |
| GdFeAsO0.85          | 53.5               |
| BaFe1.8Co0.2As2      | 25.3               |
| SmFeAsO~0.85         | 55                 |

| 酸素を含まない   | Tc (K) |
| ---------------- | ------ |
| Ba0.6K0.4Fe2As2  | 38     |
| Ca0.6Na0.4Fe2As2 | 26     |
| CaFe0.9Co0.1AsF  | 22     |
| Sr0.5Sm0.5FeAsF  | 56     |
| LiFeAs           | 18     |
| NaFeAs           | 9–25   |
| FeSe             | <27    |
| LaFeSiH          | 10     |